# Pomygalovo
Pomygalovo (tiếng Nga: Помыгалово tiếng Nga: Помыгалово) là một ngôi làng ở khu định cư nông thôn Kubenskoye, quận Vologodsky, tỉnh Vologda, Nga. Dân số là 4 vào năm 2002.

## Địa lý
Khoảng cách đến Vologda là 43 km, đến Kubenskoye là 9 km. Gavrilovo là làng gần nhất.